# تورا! تورا! تورا! (فلم)
تورا! تورا! تورا! ((باليابانية: トラ・トラ・トラ)) هو فيلم حربي أميريكى-يابانى أنتج عام 1970 وهو يمثل بشكل درامي الهجوم الياباني على بيرل هاربور. وكان الفيلم من إخراج ريتشارد فليشر ويقوم بدور البطولة النجوم بما في ذلك مارتن بلسم، جوزيف كوتين، حتى يامامورا، إإى جى مارشال، جيمس ويتمور وجيسون روباردس.
العنوان هو رمز كودى يابانى يستخدم للإشارة إلى أن مفاجأة كاملة قد تحققت.  تورا (虎, تلفظ [tòɽá])) تعني حرفيا النمر، ولكن في هذه الحالة تعنى اختصارا ل totsugeki raigeki (突撃雷撃, «هجوم صاعق»).

## الحبكة
في عام 1941، حيث القائد العام للقوات المسلحة من الأسطول الياباني المشترك الاميرال إيسوروكو ياماموتو (سو يامامورا) وسلفه، زنجو يوشيدا (جونيا أوسامي)، ;كانو يناقشون الحظر الأميركى على المواد الخام اليابانية.
في حين أن كلاهما إتفقا على أن الحرب مع الولايات المتحدة ستكون كارثة كاملة، لكن الجيش والمتهورين والسياسيين كانو يدفعون من خلال تحالف مع ألمانيا والبدء في التخطيط للحرب. مع الأسطول الأمريكي في المحيط الهادئ في بيرل هاربور، وكان ياماموتو قد أمر بالتخطيط لضربة وقائية، واعتبر أن أمل اليابان الوحيد هو القضاء على الأسطول الأمريكي في المحيط الهادئ في بداية القتال.
عند التخطيط للهجوم، قام القادة اليابانيين بتعديل الطوربيدات على الغوص إلى 35 قدما فقط، وبذلك تلغي ميزة المياه الضحلة في بيرل هاربور، الذي يشعر الأميركيون أنه هو الدفاع الطبيعي ضد الطوربيدات. في انتصار كبير للاستخبارات، والمخابرات الأمريكية في واشنطن حيث تمكنوا من كسر الشفرة القرمزية اليابانية، بحيث يسمح للولايات المتحدة باعتراض البث الإذاعي الياباني السري.
دعا القادة اليابانيين ضابط أركان القوات الجوية الشهير مينورو غندا (تاتسويا ميهاشى) لتدبير الهجوم. الياباني زميل الأكاديمية البحرية غندا، وميتسو فوكيدا (تاكاهيرو تامورا)، واختياره ليكون قائدا للهجوم. في بيرل هاربور، على الرغم من أن تقريرا للمخابرات قد أحدث حرجا في وقت متأخر من وصوله حول الهجوم على الأسطول الاميرال كيميل (مارتن بلسم)، والجنرال والتر شورت (جيسون روباردس) بذلا قصارى جهديهما لتعزيز الدفاعات. أمر شورت طائرته إلى التركز في منتصف المطارات لمنع التخريب، وعلى الرغم مما يجعلهم عرضة للغارة جوية.
زيادة التوترات الدبلوماسية بين الولايات المتحدة واليابان حيث يستمر السفير الياباني في المفاوضات لتجنب الحرب. جنرال الأسطول توجو (آساو أوشيدا) قد عارض بشدة أي محاولات لسلام اللحظة الأخيرة.بدأت القيادة اليابانية سلسلة من 14 رسائل إذاعية من طوكيو إلى السفارة اليابانية في واشنطن ان تختتم مع إعلان الحرب. سيتم استلام الرسالة النهائية بالضبط في الساعة 1:00 من مساء يوم ديسمبر 7, وبعد ذلك قامت السفارة اليابانية بتدمير آلات الشفرة، وتلك نقطة لا تحمد عقباها.حيث أدى ذلك إلى فشل محاولات لنقل هذه الرسالة إلى القادة العسكريين الأميركيين لأن ذلك كان يوم الأحد وهو يوم عطلة. وأخيرا، رئيس العمليات البحرية هارولد ستارك (إدوارد أندروز) وهو الذي أبلغ من الخطر المتزايد، ولكنه قرر عدم إبلاغ هاواي إلا بعد التحدث مع الرئيس، على الرغم من أنه ليس من الواضح إذا كان سيتخذ أي إجراء على الإطلاق.
وأخيرا، وفي تمام الساعة 11:30 صباحا، أقنع العقيد براتون (إى جى مارشال) رئيس أركان الجيش، الجنرال جورج مارشال الذي يقوم بدوره (كيث أنديز)، أن التهديد الأكبر موجود، وأخبر مارشال أن بيرل هاربور تم إخطاره عن هجوم وشيك. على المدمرة الأمريكية، USS Ward (DD-139) ، وتم تحديد غواصة قزمية يابانية تحاول التسلل عبر شبكة دفاعية ودخلت بيرل هاربور وهي تحاول الغوص فيه، وتم إخطار القاعدة. على الرغم من أن الضابط المستقبل، اللفتنانت كامنسكى (نيفيل براند)، أخذ التقرير كتوغل أجنبي على محمل الجد، الكابتن جون إيرل (ريتشارد أندرسون) في بيرل هاربور طلب تأكيدا قبل إصدار تنبيه. الأميرال كيميل علم في وقت لاحق حول هذا الإهمال وغضب أنه لم يتم إخباره عن هذا العمل الدخيل وقت حدوثه فورا. وفي الوقت نفسه، فإن الضابطان قد رصدا في الرادار بقعة توضح الطائرات اليابانية المغيرة، وتم إبلاغ مركز المعلومات الميدانى هايكام ولكن لفتنانت جيش القوات الجوية، كيرميت تايلر (جيري كوكس)، رفض التقرير، واعتقد أنها مجموعة من المقاتلات الأمريكية B-17 قادمة من البر الرئيسى.
ورأى اليابانيين قطع المفاوضات في 1:00 مساء، أي 30 دقيقة قبل الهجوم. ومع ذلك، فإن عامل الآلة الطابعة للسفير الياباني كان بطيئا، ولم يمكن فك شفرة الرسالة ال14 بالسرعة الكافية. وأحبطت محاولة أخيرة لتحذير بيرل هاربور من سوء الاجواء والتخبط عندما لم يتم وضع علامة عاجل على البرقية ; وسيتم تلقيها من قبل بيرل هاربر بعد هجوم. الطائرات المقاتلة اليابانية، ولم يواجه اليابانيون بأى نيران مضادة للطائرات لدى اقترابهم من القاعدة. ونتيجة لذلك، فإن قائد السرب أطلق عبر أجهزة الراديو اللفظ الكودى الذي يعنى أن مفاجأة كاملة عن الهجوم قد تحققت: "تورا تورا تورا!
وبمجرد شن الهجوم، فإن الأميركيين لم يدركوا حتى أنهم تحت هجوم منظم الا بعد أن إنفجرت القنبلة الأولى، وما تلى ذلك من استجابة متسرعة يائسة وفعالة جزئيا فقط. الاحتياطات الأمنية لحاملة الطائرات أنتجت خطأ كارثيا وقد مكن القوات الجوية اليابانية من تدمير طائرات أمريكية على الأرض بكل سهولة، مما تسبب في شل هجوما جويا مضاد فعال: تم تدمير جميع الطائرات على المدرجات في المطارات الرئيسية إما أثناء الهبوط أو حين كانت لا تزال متوقفة. اثنين من الطيارين المقاتلين الأمريكيين (برتبة ملازم ثان كين تايلور وجورج وولش) أقلعا إلى هاواى عن بعد وأرادو التخطيط للاشتباك مع العدو، حيث لم يكن اليابانيين قد أغاروا على المطارات الصغيرة بعد.
الضرر الكارثي للقاعدة البحرية كان على نطاق واسع، وكان البحارة يواصلون القتال طالما كان في وسعهم ثم التخلي عن السفن الغارقة والقفز في الماء مع حرق الزيت على السطح. في نهاية الهجمات، وعندما كانت النيران تضطرم في قاعدة بيرل هاربور، شعر قادتها بالإحباط في النهاية بعد الحصول على برقية وزارة الدفاع الأمريكية تحذرهم من الخطر الوشيك. في وزير الخارجية، كورديل هل (جورج ماكريدى)، الذي فوجئ لدى علمه بهذا الهجوم السافر وطلب على وجه السرعة تأكيد ذلك قبل إستقباله للسفير الياباني، الذي ينتظر خارج مكتبه. في واشنطن، وذهول السفير الياباني (شوجو شيمادا)، الذي لاحول له ولا قوة لشرح الانذارا والهجوم والتسلل غير المبرر، قد رفضت بصراحة من قبل هال.
قائد الأسطول الياباني، الأدميرال شويشى ناجومو (إياجيرو تونو)، يرفض إطلاق الموجة الثالثة من حاملة الطائرات خوفا من تعرض الناقلات الست اليابانية إلى خطر الكشف والتدمير من قبل حاملات الطائرات الأميريكية التي مازالت غائبة. وفي في قاعدة منزله، شعر الأدميرال ياماموتو بالرثاء لحقيقة أن الأمريكيين لم يحصلوا على اعلان الحرب حتى بعد بداية الهجوم، مشيرا إلى أن أي شيء من شأنه أن يثير غضب الأمريكيين أكثر. يقول:«أخشى أن كل قمنا به كان لإيقاظ عملاقا نائما جرى شحنه بالفضب مع تصميم رهيب ‏.»

## طاقم الممثلين
لقد أسندت الأدوار في الفيلم عمدا إلى ممثلين لم يكونوا حقيقة نجوم شباك، من أجل وضع التركيز على القصة بدلا من طاقم التمثيل الذين كانوا في الفيلم. .وكانت قائمة الممثلين الأصلية قد شملت العديد من الهواة اليابانيين.
طاقم الممثلين حسب الاعتمادات أو الأجور:{{قائمة أعمدة|2|
- مارتن بلسم يقوم بدور الاميرال هازباند إى كيميل ، رئيس القائد العام لأسطول المحيط الهادئ للولايات المتحدة
- سو يامامورا يقوم بدور الاميرال إيسوروكو ياماموتو، القائد العام للقوات المسلحة، الأسطول المشترك
- جوزيف كوتين يقوم بدور وزير الحرب هنري ستيمسون
- تاتسويا ميهاشى يقوم بدور قائد الطاقم الجوى مينورو غندا , للأسطول الجوي 1
- إى. جى. مارشال يقوم بدور العقيد روفوس إس. براتون، رئيس قسم الشرق الأقصى شعبة الاستخبارات العسكرية، وزارة الحرب
- جيمس ويتمور يقوم بدور نائب الاميرال وليام إف هالسي، قائد القوة لمعركة الطائرات، أسطول الولايات المتحدة المحيط الهادئ
- تاكاهيرو تامورا قائدا ميتسو فوكيدا، قائد المجموعة الجوية، أكاجي
- إييجيرو تونو يقوم بدور نائب الاميرال شويشى ناجومو، القائد العام للقوات المسلحة، الأسطول الجوي 1
- جيسون روباردسيقوم بدور اللفتنانت جنرال والتر سى.شورت، القائد العام للقوات المسلحة، الولايات المتحدة هاواي قوات الجيش
- ويسلي آدي يقوم بدور اللفتنانت كوماندر ألوين دى. كرامر، كريبتوغرابهيرس، مكتب رئيس العمليات البحرية
- شوجو شيمادا يقوم بدور الأدميرال كيشيسابورو نومورا، السفير الياباني لدى الولايات المتحدة
- فرانك أليتر يقوم بدور قائد الفريق فرانسيس ج. توماس، القائد الضابط المناوب ، يو اس اس "" نيفادا "'
- كوريا سينيدا يقوم بدور رئيس الوزراء الأمير فوميمارو كونويه
- ليون أميس يقوم بدور وزير البحرية فرانك نوكس
- جونيا أوسامي يقوم بدور الأدميرال زنجو يوشيدا، وزير البحرية
- ريتشارد أندرسون يقوم بدور الكابتن جون بى. ايرل، رئيس الأركان، منطقة البحرية ال14
- كازو كيتامورا وزير الخارجية يوسوكي ماتسوكا
- كيث الأنديز يقوم بدور الجنرال جورج مارشال، رئيس أركان الجيش الأمريكي
- سوسومو فوجيتا يقوم بدور الاميرال تامون ياماغوتشي، قائد، قسم الناقلة الثاني
- إدوارد أندروز يقوم بدور الأدميرال هارولد ر ستارك، رئيس العمليات البحرية
- بونتارو مياكي يقوم بدور الأدميرال كوشيرو أويكاوا، وزير البحرية
- نيفيل براند بدور اللفتنانت هارولد كامينسكي، الضابط المناوب، منطقة البحرية ال14 يقوم
- ايتشيرو ريوزاكى يقوم بدور الاميرال راينوسوكى كوساكا، رئيس الأركان، الأسطول الجوي 1
- يورا دانا يقوم بدور السيدة كرامر
- آساو أوشيدا يقوم بدور ريكيوجون تايشو (العامة) هيديكي توجو، وزير الحرب

## الدقة التاريخية
الأجزاء من الفيلم التي تظهر فيها الطائرات اليابانية أثناء اقلاعها تستخدم لEssex-class حاملة طائرات, قالب:USS يوركتاون , التي أبتكرت في عام 1943 وتم تحديثها بعد الحرب لأعطاء سطح الطيران الزاوية. وقد استأجرت سفينة من قبل منتجي الفيلم، الذين كانوا في حاجة إلى حاملة طائرات للفيلم. وكان من المقرر أن تكون 'يوركتاون' 'إلى أن توقفت عن العمل بعد فترة وجيزة. وقد كانت تستخدم بكثرة إلى حد كبير في تسلسل لأظهار اقلاع طائرات الهجوم الياباني. التسلسل يظهر تبادلا للقطات نماذج من حاملات الطائرات اليابانية و يوركتاون . انها لا تشبه أي من حاملات الطائرات اليابانية التي تشارك في الهجوم، وذلك بسبب كونها تمتلك سطحا واسعا ولها إمكانبة الهبوط بزاوية على السطح. من حاملات الطائرات اليابانية الذي كان سطحها صغيرا، ولم تكن السفن ذات سطح الهبوط الواسع الزاوية قد أبتكرت حتى بعد الحرب. وبالإضافة إلى ذلك، خلال المشهد الذي كان فيه الاميرال هالسي يراقب تفجير حاملة طائرات تحمل رقم 14. وكان الاميرال هالسي علىUSS Enterprise, ليست الحاملة الفئة إيسيكس- USS Ticonderoga, التي لن بتكليف حتى عام 1944. وهذا أمر مفهوم، لكن، وكما كل من 'إنتربرايز' وكل من حاملات الطائرات اليابانية الستة في الهجوم حيث دمرت وغرقت، على التوالي. إنتربرايز التي كانت قد ألغيت في عام 1959، وأربعة من ستة، بما في ذلك أكاجى ، التي غرقت بعد ستة أشهر من الهجوم على معركة ميدواي.
في تورا! تورا! تورا!، يوجد خطأ ينطوي على نموذج حاملة الطائرات اليابانية أكاغي. في الفيلم، عارضة ، سطح قيادة السفينة، أكاجي يتم وضع قنطرة على ميمنة جانب السفينة، وهو الأمر المعهود في معظم حاملات الطائرات. ومع ذلك، فإن حاملة الطائرات  أكاجي  كانت استثناء. وكانت قنطرة الجسر لها على الجانب الأيسر للسفينة من السفينة. فبالرغم من هذا ,فإن الجزء من القنطرة بدا بكل دقة كشكل معكوس من الجسر الحقيقى من جانب سطح أكاجي ل. ثانيا، جميع الطائرات اليابانية في لقطات تحمل علامات '' حاملة الطائرات 'أكاجي' (شريط أحمر رأسي واحد يليه رمز الشمس الحمراء (اليابان)، على الرغم من أن خمس حاملات طائرات أخرى شاركت ، ولكل منها علامات خاصة بها. بالإضافة,أن علامات حاملات الطائرات لا تعرض وأرقام الهوية كما كان الحال في المعركة الفعلية. تحيط إشارة مدورة بيضاء على على متن حاملات الطائرات اليابانية التي كانت يستخدم فقط منذ عام 1942. وقبل ذلك كانت الإشارة المستديرة لونها أحمر فقط.

## إستقبال الفيلم
في وقت عرضه الأول الفيلم، تورا! تورا! تورا! كان يعتقد أن شباك التذاكر كان مضطربا في أمريكا الشمالية, على الرغم من شباك التذاكر حصد 29548291 $ أدى إلى كون الفيلم يدرج في مرتبة أعلى تاسع فيلم في الإيرادات على الإطلاق 1970. كان نجاحا كبيرا في اليابان وعلى مر السنين، وفرت إصدارات الميديا المنزلية قدرا أكبر من الربح.

## الميزانية والإيرادات
بلغت تكلفة إنتاج الفيلم حوالي 25.5 مليون دولار بينما حقق إيرادات تقدر بـ 29.5 مليون دولار.

### الاستشهادات
1. ↑  Shinsato and Urabe 2011, Chapters 19, 20.
2. ↑  Agawa 2000, p. 38.
3. ↑  Steffen, James. "Tora, Tora, Tora." Turner Classic Movies. Retrieved: February 12, 2012. نسخة محفوظة 02 يونيو 2017 على موقع واي باك مشين.
4. ↑  "Tora, Tora, Tora (1970) Full credits." imdb. Retrieved: May 5, 2009. نسخة محفوظة 08 ديسمبر 2016 على موقع واي باك مشين.
5. ↑  "USS Yorktown ." patriotspoint.org. Retrieved: February 12, 2012. نسخة محفوظة 13 أبريل 2016 على موقع واي باك مشين.
6. ↑  Hone, Thomas C., Norman Friedman and Mark D. Mandeles. Innovation in Carrier Aviation: Newport Paper 37. Newport, Rhode Island: Naval War College Press: 2011. ISBN 978-1-884733-85-7. [وصلة مكسورة] نسخة محفوظة 31 مارس 2013 على موقع واي باك مشين.
7. ↑  Orriss 1984, p. 196.
8. ↑  Robertson 1961, pp. 160–161.
9. ↑  "Flop! Flop! Flop! (Box office receipts of war film 'Tora! Tora! Tora!')." Variety. Retrieved: February 12, 2012. نسخة محفوظة 2 سبتمبر 2019 على موقع واي باك مشين.
10. ↑  "Tora! Tora! Tora! Domestic Box Office." The Numbers. Retrieved: February 12, 2012. نسخة محفوظة 03 فبراير 2014 على موقع واي باك مشين.
11. ↑  Parish 1990, p. 412.
12. ↑  "Tora! Tora! Tora!" dvdmoviecentral.com. Retrieved: February 12, 2012. نسخة محفوظة 19 أغسطس 2016 على موقع واي باك مشين.

### بيان بمؤلفات كتب
- Agawa, Hiroyuki. The Reluctant Admiral: Yamamoto and the Imperial Navy. Tokyo: Kodansha International, 2000. ISBN 4-7700-2539-4.
- Dolan, Edward F. Jr. Hollywood Goes to War. London: Bison Books, 1985. ISBN 0-86124-229-7.
- Galbraith, Stuart, IV. The Emperor and the Wolf: The Lives and Films of Akira Kurosawa and Toshiro Mifune. New York: Faber & Faber, Inc., 2002. ISBN 0-571-19982-8.
- Hardwick, Jack and Ed Schnepf. "A Viewer's Guide to Aviation Movies." The Making of the Great Aviation Films. General Aviation Series, Volume 2, 1989.
- Hathaway, John. "Tora! Tora! Tora!" Flying Review, Vol. 25, No. 3, July 1969.
- O'Hara, Bob. "Tora Tora Tora: A great historical flying film." Air Classics, Volume 6, No. 1, October 1969.
- Carnes, Mark C. "Tora! Tora! Tora!" Past Imperfect: History According to the Movies. New York: Holt, 1996. ISBN 978-0-8050-3760-9.
- Orriss, Bruce. When Hollywood Ruled the Skies: The Aviation Film Classics of World War II. Hawthorn, California: Aero Associates Inc., 1984. ISBN 0-9613088-0-X.
- Parish, James Robert. The Great Combat Pictures: Twentieth-Century Warfare on the Screen. Metuchen, New Jersey: The Scarecrow Press, 1990. ISBN 978-0-8108-2315-0.
- Prange, Gordon. "Tora! Tora! Tora!" Reader's Digest, October, November, 1963.
- Robertson, Bruce. Aircraft Camouflage and Markings, 1907-1954. London: Harleyford Publications, 1961. ISBN 978-0-8168-6355-6.
- Shinsato, Douglas and Tadanori Urabe. For That One Day: The Memoirs of Mitsuo Fuchida, Commander of the Attack on Pearl Harbor. Kamuela, Hawaii: eXperience, inc., 2011. ISBN 978-0-9846745-0-3.
- Thorsten, Marie and Geoffrey White. “Binational Pearl Harbor?: Tora! Tora! Tora! and the Fate of (Trans)national Memory.” The Asia-Pacific Journal: Japan Focus, December 27, 2010.

## وصلات خارجية
- مقالات تستعمل روابط فنية بلا صلة مع ويكي بيانات
- Prange, Gordon W. نسخة محفوظة 21 يناير 2013 at Archive.is

قالب:Toshio Masuda
قالب:Kinji Fukasaku